# Furuskäret, Karleby
Furuskäret (finska: Honkaluoto) är en ö i Finland.   Den ligger i den ekonomiska regionen  Karleby ekonomiska region  och landskapet Mellersta Österbotten, i den centrala delen av landet, 400 km norr om huvudstaden Helsingfors. Arean är 0,49 kvadratkilometer.
Terrängen på Furuskäret är mycket platt. Den sträcker sig 1,2 kilometer i nord-sydlig riktning, och 0,7 kilometer i öst-västlig riktning.  I omgivningarna runt Furuskäret växer i huvudsak blandskog.